# Алёшников, Виталий Сергеевич
Виталий Сергеевич Алёшников — советский хозяйственный, государственный и политический деятель.

## Биография
Родился в 1944 году в Воронежской области. Член КПСС.
С 1963 года — на хозяйственной, общественной и политической работе. В 1963—2004 гг. — шлифовщик на Кировском заводе, бригадир комплексной бригады станочников Ленинградского производственного объединения «Кировский завод» Министерства обороной промышленности СССР.
Указами Президиума Верховного Совета СССР от 25 апреля 1975 года и от 10 марта 1981 года награждён орденами Трудовой Славы 3-й и 2-й степеней.
Указом Президиума Верховного Совета СССР от 16 мая 1983 года награждён орденом Трудовой Славы 1-й степени.
Избирался депутатом Верховного Совета РСФСР 11-го созыва. Делегат XXVII съезда КПСС.
Живёт в городе Санкт-Петербурге.